# Coccophagus maculipennis
Coccophagus maculipennis är en stekelart som beskrevs av Yasnosh 1966. Coccophagus maculipennis ingår i släktet Coccophagus och familjen växtlussteklar.
Artens utbredningsområde är:
- Armenien.
- Azerbajdzjan.

Inga underarter finns listade i Catalogue of Life.